# 风暴潮

风暴潮（storm surge）

风暴潮或稱暴潮是由熱帶氣旋、温带气旋、冷锋的强风作用和气压骤变等强烈的天气系统引起的海面异常上升现象，又称“风暴增水”、“风暴海啸”、“气象海啸”或“风潮”。风暴潮会使受到影响的海区的潮位大大地超过正常水位。如果风暴潮恰好与影响海区漲潮相重叠，就会使水位暴涨，海水湧进内陆，造成巨大破坏。如1845年7月11日：台灣中部樹苓湖（象鼻湖）一帶（今雲林縣口湖鄉台子村南邊）發生大水，造成週邊聚落（下湖街、新港莊、箔仔寮、蚶仔寮、竹苗寮、蝦仔寮、竹達寮）重創，死亡人數官方保守估計達3千人之多。日後因此事件而發展出口湖牽水藏的習俗。1953年2月发生在荷兰沿岸的强大风暴潮，使水位高出正常潮位3米多。洪水冲毁了防护堤，淹没土地80万英亩，导致2千余人死亡。英国最严重的风暴潮发生在1953年，英格兰东海岸大部分地区遭受袭击，304人死亡。1970年11月12-13日发生在孟加拉湾沿岸地区的一次风暴潮，曾导致30餘万人死亡和100多万人无家可归。1962年，颱風溫黛在香港吐露港引發嚴重风暴潮。2013年，颱風海燕侵襲菲律賓禮智省獨魯萬市，導致1萬人以上死亡。
风暴潮不同于海啸、风浪（波涛）、长浪（涌浪）和異常巨浪。而海嘯是當地震發生於海底，因震波的動力而引起形成的強大波浪；风浪是风吹在当地水体上引起的波浪；长浪是远处的风，或已经过去的风所引起的波浪；異常巨浪是长浪的一種，然而它的成因目前還沒有確實定論。

## 外部連結
- European Space Agency storm Surge Project home pages （页面存档备份，存于）
- Data on Bangladesh disasters from NIRAPAD disaster response organisation.
- NOAA National Hurricane Center storm surge page （页面存档备份，存于）
- "The 1953 English East Coast Floods" （页面存档备份，存于）
- DeltaWorks.Org （页面存档备份，存于） North Sea Flood of 1953, includes images, video and animations.
- UK storm surge model outputs and real-time tide gauge information from the National Tidal and Sea Level Facility